# Jody Day
Jody Day es una activista y escritora inglesa, fundadora de Gateway Network para mujeres sin hijos.

## Biografía
Jody Day es directora de una empresa de diseño de interiores y licenciada en Literatura Inglesa.Ex-psicoterapeuta, en 2009, a la edad de 44 años, se dio cuenta de que nunca sería madre y creó una red de mujeres mayores de 35 años sin hijos, llamada Gateway Women. Asqueada por el hecho de que las mujeres sin hijos sean consideradas egoístas por la sociedad y por la idea de que una mujer solo se convierte en mujer de verdad al traer un hijo al mundo, lanzó el blog Gateway Women en 2011.
Su libro Living the Unexpected Life (Vivir una vida inesperada) ayuda a las mujeres que no pueden ser madres a través de las 5 etapas del duelo: negación, ira, negociación, depresión y finalmente aceptación.

## Reconocimiento
En 2013, fue una de las homenajeadas por la BBC, en la categoría 100 mujeres. 